# Dieter Speer
Dieter Speer (ur. 24 lutego 1942 w Liegnitz) – niemiecki biathlonista reprezentujący NRD, brązowy medalista olimpijski i trzykrotny medalista mistrzostw świata.

## Kariera
Pierwszy sukces w karierze osiągnął w 1970 roku, kiedy na mistrzostwach świata w Östersund wspólnie z Hansem-Gertem Jahnem, Hansjörgiem Knauthe i Horstem Koschką zajął trzecie miejsce w sztafecie. Na tej samej imprezie był też czwarty w biegu indywidualnym, przegrywając walkę o medal z Wiktorem Mamatowem z ZSRR.  Na rozgrywanych rok później mistrzostwach świata w Hämeenlinna jako pierwszy Niemiec zdobył złoty medal imprezy tego cyklu, wygrywając rywalizację w biegu indywidualnym. Wyprzedził na podium Aleksandra Tichonowa z ZSRR Magnara Solberga z Norwegii. Ponadto podczas mistrzostw świata w Lake Placid w 1973 roku razem z Manfredem Geyerem, Herbertem Wiegandem i Güntherem Bartnikiem zdobył brązowy medal w sztafecie.
W 1968 roku wystartował na igrzyskach olimpijskich w Grenoble, gdzie był osiemnasty w biegu indywidualnym i szósty w sztafecie. Brał też udział w igrzyskach w Sapporo w 1972 roku w, gdzie reprezentacja NRD w składzie: Hansjörg Knauthe, Joachim Meischner, Dieter Speer i Horst Koschka zdobyła kolejny brązowy medal w sztafecie.
Był mistrzem NRD w biegu indywidualnym w 1970 roku oraz w sztafecie w latach 1968-1970. Po zakończeniu kariery pracował między innymi jako trener.

## Osiągnięcia

### Igrzyska olimpijskie
| Rok  | Miejscowość | Konkurencje | Konkurencje | Konkurencje | Konkurencje | Konkurencje | Konkurencje | Konkurencje |
| Rok  | Miejscowość | IN          | SP          | PU          | MS          | RL          | MR          | SR          |
| ---- | ----------- | ----------- | ----------- | ----------- | ----------- | ----------- | ----------- | ----------- |
| 1968 | Grenoble    | 18.         | nd.         | nd.         | nd.         | 6.          | nd.         | –           |
| 1972 | Sapporo     | 13.         | nd.         | nd.         | nd.         | 3.          | nd.         | –           |

### Mistrzostwa świata
| Rok  | Miejscowość | Konkurencje | Konkurencje | Konkurencje | Konkurencje | Konkurencje | Konkurencje | Konkurencje |
| Rok  | Miejscowość | IN          | SP          | PU          | MS          | RL          | MR          | SR          |
| ---- | ----------- | ----------- | ----------- | ----------- | ----------- | ----------- | ----------- | ----------- |
| 1969 | Zakopane    | 21.         | nd.         | nd.         | nd.         | 5.          | nd.         | –           |
| 1970 | Östersund   | 4.          | nd.         | nd.         | nd.         | 3.          | nd.         | –           |
| 1971 | Hämeenlinna | 1.          | nd.         | nd.         | nd.         | 10.         | nd.         | –           |
| 1973 | Lake Placid | 13.         | nd.         | nd.         | nd.         | 3.          | nd.         | –           |